# Chester Ray Longwell
Chester Ray Longwell (* 15. Oktober 1887 in Spalding, Missouri; † 15. Dezember 1975 in Palo Alto, Kalifornien) war ein US-amerikanischer Geologe.
Von 1916 bis 1920 arbeitete Longwell für die Oklahoma Geological Survey. Er wurde auch Mitglied des U.S. Geological Survey und erhielt 1920 den Doktortitel an der Yale University. Im Jahre 1956 ging er an die Stanford University und wurde später dort Professor.
Longwell wurde für seine geologischen Studien im Westen der USA bekannt.
Eine seiner Arbeiten lautet: Geology of the Muddy Mountains, Nevada, with a section to the Grand Wash Cliffs in Arizona
1949 war er Präsident der Geological Society of America. 1935 wurde Longwell in die National Academy of Sciences, 1948 in die American Philosophical Society und 1953 in die American Academy of Arts and Sciences gewählt.